# Getijdenboek van Louis d’Orléans
Het Getijdenboek van Louis d’Orléans is een verlucht getijdenboek voor gebruik van Rome, dat waarschijnlijk gemaakt werd in opdracht van  Louis d’Orléans, de latere koning Lodewijk XII. Het handschrift wordt nu bewaard in Sint-Petersburg in de Russische Nationale Bibliotheek als Lat. Q.v.I.126.

## Geschiedenis
In de kalender is het jaar 1490 waarin het handschrift gemaakt werd genoteerd. De verluchting van het handschrift werd aangevat in Toulouse en daarna verder afgewerkt in Bourges in het atelier of de omgeving van Jean Colombe. Sommige kunsthistorici zien Jean Bourdichon als de verluchter.  Het boek werd vooraan gesigneerd door Louis d’Orléans. Zijn portret staat op de tegenoverliggende bladzijde. Het wordt in een studie van Tamara Voronova en Andreï Sterligov uit 1996 in vraag gesteld of dit portret Louis d’Orléans voorstelt en bijgevolg of hij inderdaad de opdrachtgever was.

## Codicologische beschrijving
Het handschrift bestaat uit 232 perkamenten folia van 215 x 147 mm. Het werd geschreven in het Latijn. Het bevat negentig miniaturen waarvan er dertien volblad zijn.

## Inhoud
Het getijdenboek bevat de klassieke elementen:
- Heiligenkalender
- Het kleine Officie van Onze Lieve Vrouw
- De getijden van de Heilige Geest
- Graduaalpsalmen
- Litanie van alle heiligen
- De kruisgetijden
- Het dodenofficie
- De boetepsalmen
- Het officie van de Heilige Geest
- Suffragia
- Diverse gebeden

## Verluchting
In Toulouse werkten twee kunstenaars aan het manuscript. De eerste schilderde twee gehistorieerde initialen: Koning Salomon gezeten met zijn scepter in de hand, die drie toehoorders toespreekt en Salomon met scepter en zwaard als symbool van de gerechtigheid. De tweede kunstenaar schilderde 121 versierde initialen  en gedecoreerde marges voor de aanvangspagina’s van de secties in het boek. De ingekleurde marges zijn versierd met fijn getraceerde plantmotieven in goud, gestileerde blauwe en gouden acanthusbladen, grote bloemen en lelies. In de marges zijn allerlei planten en dieren geschilderd, soms fantastisch, soms naturalistisch. De marges zijn dikwijls onderverdeeld in geometrische vakken die verschillende achtergrondkleuren en kleuren voor de versiering hebben.
De miniaturen werden later in Bourges toegevoegd; ze zijn zeer gedetailleerd uitgewerkt en bevatten reeksen met scènes uit het Oude Testament, wat weinig gebruikelijk is in getijdenboeken.

## Web links
- Afbeeldingen van de Livre d’Heures de Louis d’Orléans op Moleiro
- Afbeeldingen van de Livre d’Heures de Louis d’Orléans op Facsimilefinder.
- Afbeeldingen van de Livre d’Heures de Louis d’Orléans op Ziereis.